# Sustrum
Sustrum är en kommun och ort i Landkreis Emsland i förbundslandet Niedersachsen i Tyskland.
Kommunen ingår i kommunalförbundet Samtgemeinde Lathen tillsammans med ytterligare fem kommuner.